# П'ятистатейна присяга
П'ятистатейна присяга (яп. 五箇条の御誓文, ごかじょうのごせいもん, ґокадзьо но ґосеймон) — японський  офіційний документ, що визначав основні принципи реставрації Мейджі. Проголошений 6 квітня 1868 року в Імператорському палаці. Положення документу були записані у вигляді присяги японським божествам Неба і Землі. Присягу складали члени Імператорського уряду, аристократи, володарі ханів, військові та цивільні чиновники в присутності Імператора Мейджі.

## Короткі відомості
В основі П'ятистатейної присяги лежали «Правила для Державної Ради», які в лютому 1868 року місяці склав Юрі Кімімаса для узгодження принципів роботи майбутнього японського парламенту. Згодом ці «Правила» оновив Фукуока Такатіка, який намагався перетворити їх на статті союзного договору між володарями регіональних ханів на підтримку Імператорського уряду. В квітні проекти Юкі та Фукуоки потрапили до рук Кідо Такайосі, який переробив їх у П'ятистатейну присягу і узгодив її текст із Івакурою Томомі та Сандзьо Санетомі. Основні положення документу були наступними:
Присяга оголошувала курс Японії на колегіальність управління, залучення усіх верств населення до керування державними справами, відмову від ксенофобії і дотримання норм міжнародного права. Доля держави пов'язувалася із Імператором, основним завданням якого було забезпечення захисту населення країни.
Присяга була схвально сприйнята у регіонах, що обумовило підтримку нового Імператорського уряду більшістю ханів. Документ вважався одним із символів реставрації Мейджі та демократизації Японії.